# Малмо (Небраска)
Малмо (англ. Malmo) — селище (англ. village) в США, в окрузі Сондрес штату Небраска. Населення — 94 особи (2020).

## Географія
Малмо розташоване за координатами 41°15′59″ пн. ш. 96°43′15″ зх. д. / 41.26639° пн. ш. 96.72083° зх. д. (41.266455, -96.720922).  За даними Бюро перепису населення США в 2010 році селище мало площу 0,35 км², уся площа — суходіл.

## Демографія
Згідно з переписом 2010 року, у селищі мешкало 120 осіб у 47 домогосподарствах у складі 33 родин. Густота населення становила 340 осіб/км².  Було 57 помешкань (162/км²).
Расовий склад населення:
| - 100,0 % — білих |

До двох чи більше рас належало 0,0 %. Частка іспаномовних становила 6,7 % від усіх жителів.
За віковим діапазоном населення розподілялося таким чином: 27,5 % — особи молодші 18 років, 60,0 % — особи у віці 18—64 років, 12,5 % — особи у віці 65 років та старші. Медіана віку мешканця становила 37,3 року. На 100 осіб жіночої статі у селищі припадало 96,7 чоловіків;  на 100 жінок у віці від 18 років та старших — 93,3 чоловіків також старших 18 років.
Середній дохід на одне домашнє господарство  становив 94 578 доларів США (медіана — 101 563), а середній дохід на одну сім'ю — 98 173 долари (медіана — 102 321). 
Цивільне працевлаштоване населення становило 145 осіб. Основні галузі зайнятості: освіта, охорона здоров'я та соціальна допомога — 25,5 %, роздрібна торгівля — 17,9 %, науковці, спеціалісти, менеджери — 14,5 %.